# Australian Open 2014 - Quad singolare
David Wagner era il detentore del titolo e si è confermato battendo in finale Lucas Sithole per 3–6, 7–5, 6–3.

## Teste di serie
1. David Wagner (campione)
2. Lucas Sithole (finale)

## Tabellone

### Legenda
| - Q = Qualificato - WC = Wild card - LL = Lucky loser | - ALT = Alternate - SE = Special Exempt - PR = Protected Ranking | - w/o = Walkover - r = Ritirato - d = Squalificato |

### Finale
|  | Finale |               |   |   |   |  |
|  |        |               |   |   |   |  |
|  | 1      | David Wagner  | 3 | 7 | 6 |  |
|  | 2      | Lucas Sithole | 6 | 5 | 3 |  |

### Round Robin
|   |                  | Wagner           | Alcott           | Lapthorne     | Sithole        | RR V–P | Set V–P | Game V–P | Classifica |
| 1 | David Wagner     |                  | 4–6, 7–6(5), 6–3 | 5–7, 5–7      | 7–6(2), 7–6(4) | 2–1    | 4–3     | 42–41    | 1          |
|   | Dylan Alcott     | 6–4, 6(5)–7, 3–6 |                  | 6–4, 5–7, 8–6 | 6–2, 2–6, 6–8  | 1–2    | 4–5     | 48–50    | 3          |
|   | Andrew Lapthorne | 7–5, 7–5         | 4–6, 7–5, 6–8    |               | 4–6, 2–6       | 1–2    | 3–4     | 37–39    | 4          |
| 2 | Lucas Sithole    | 6(2)–7, 6(4)–7   | 2–6, 6–2, 8–6    | 6–4, 6–2      |                | 2–1    | 4–3     | 40–34    | 2          |

La classifica viene stilata in base ai seguenti criteri: 1) Numero di vittorie; 2) Numero di partite giocate; 3) Scontri diretti (in caso di due giocatori pari merito ); 4) Percentuale di set vinti o di games vinti (in caso di tre giocatori pari merito ); 5) Decisione della commissione.